# ديفيد شياو
ديفيد شياو هو شخصية أعمال وسياسي كندي، ولد في 17 نوفمبر 1960 في قويتشو في الصين. حزبياً، نشط في الرابطة التقدمية المحافظة في ألبرتا ‏. وقد انتخب عضو الجمعية التشريعية ألبرتا.